# Willy Schneider (Schiff)
Die Willy Schneider ist ein Fahrgastschiff im Besitz der Charterliner GmbH van de Lücht mit Heimathafen Winkel.

## Geschichte
Das Schiff wurde auf der Lux-Werft gebaut; den Innenausbau nahm der Eigner selbst vor. Der Stapellauf fand am 5. Dezember 1986 statt. Am 14. März 1987 wurde die Willy Schneider von dem gleichnamigen Volks- und Schlagersänger getauft. Die Jungfernfahrt fand am 14. März 1987 statt.
Die Willy Schneider wird normalerweise für Charterfahrten im Rhein-Main-Gebiet genutzt. Während der Bundesgartenschau 2019 diente sie als Shuttleschiff auf dem Abschnitt des Altneckars, der in das Gartenschaugelände integriert ist.

## Ausstattung
Die Willy Schneider wird von zwei Hauptmaschinen von MAN angetrieben, die insgesamt eine Leistung von 178 kW bieten und auf zwei Schottel-Ruderpropeller wirken. Zur Stromerzeugung besitzt sie einen Mercedes-Generator mit 95 kW sowie einen Generator von Deutz mit 44 kW. Das Schiff steht (Stand: April 2022) zum Verkauf; Verhandlungsbasis sind 680.000 Euro.